# Жмеринський повіт
Жме́ринський пові́т — історична адміністративно-територіальна одиниця Подільської губернії УСРР. Повітовий центр — місто Жмеринка.

## Історія
Створений згідно з постановою ВУЦВК № 359 від 6 липня 1921 р. на території Подільської губернії. Внаслідок цього зменшилась територія Вінницького, Могилівського та Ямпільського повітів.
Ліквідований згідно з постановою ВУЦВК від 31 січня 1923 р., яка поклала початок адміністративно-територіальній реформі на Поділлі. Відповідно до цієї постанови зменшувалася кількість адміністративних одиниць шляхом укрупнення волостей і повітів.

## Склад
Повіт поділявся на 12 волостей: Браїлівська, Кошаринецька, Копайгородська, Краснянська, Мар'янівська, Межирівська, Мовчанська, Вівсяницька, Пеньківська, Станіславчицька, Чемерисо-Влоська, Ялтушківська. Пізніше було утворено Рахно-Лісівську волость.